# Церковь тринитариев в Братиславе

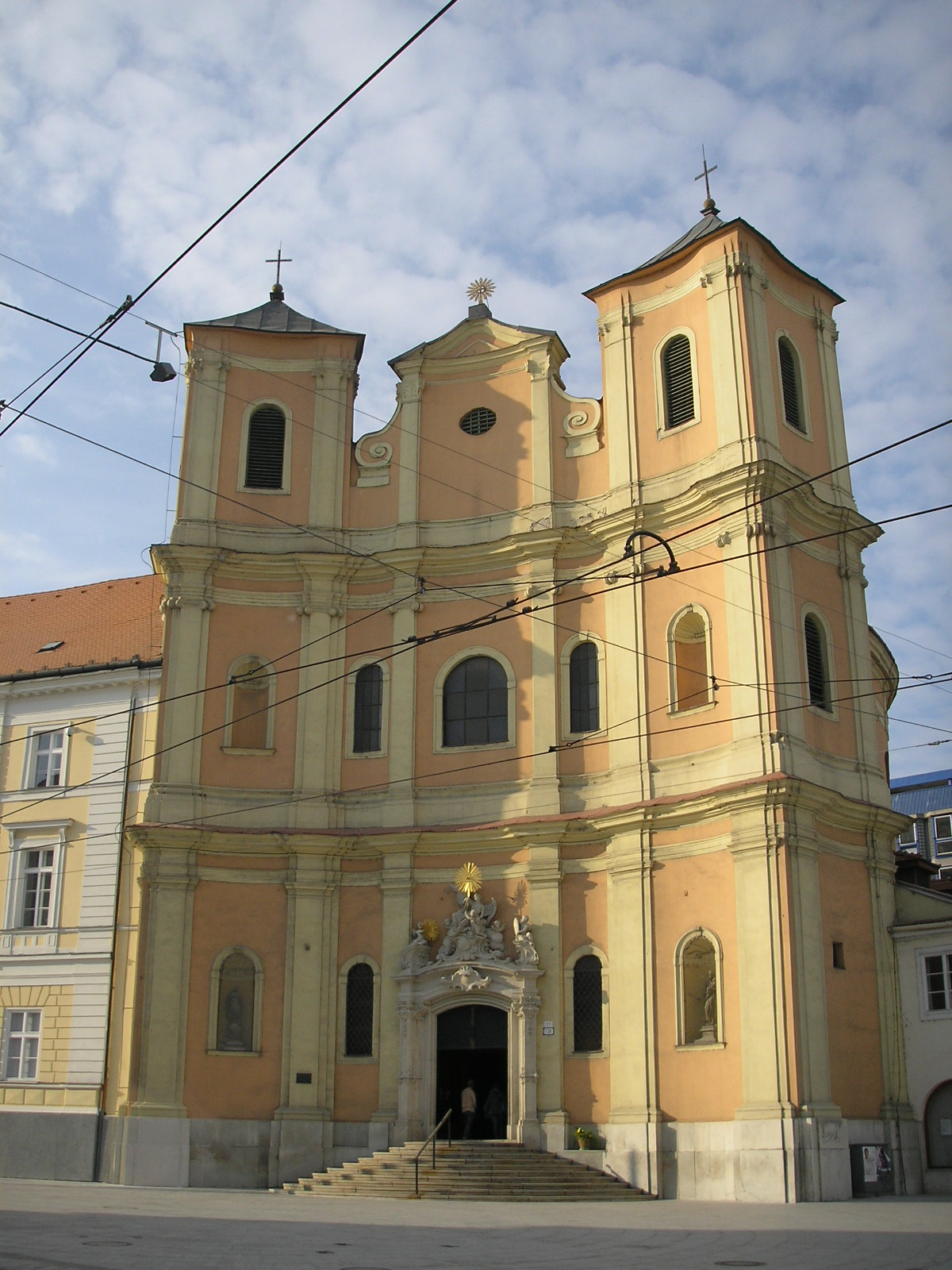
Собор святых Иоанна де Мата и Феликса Валуа, Братислава, Словакия

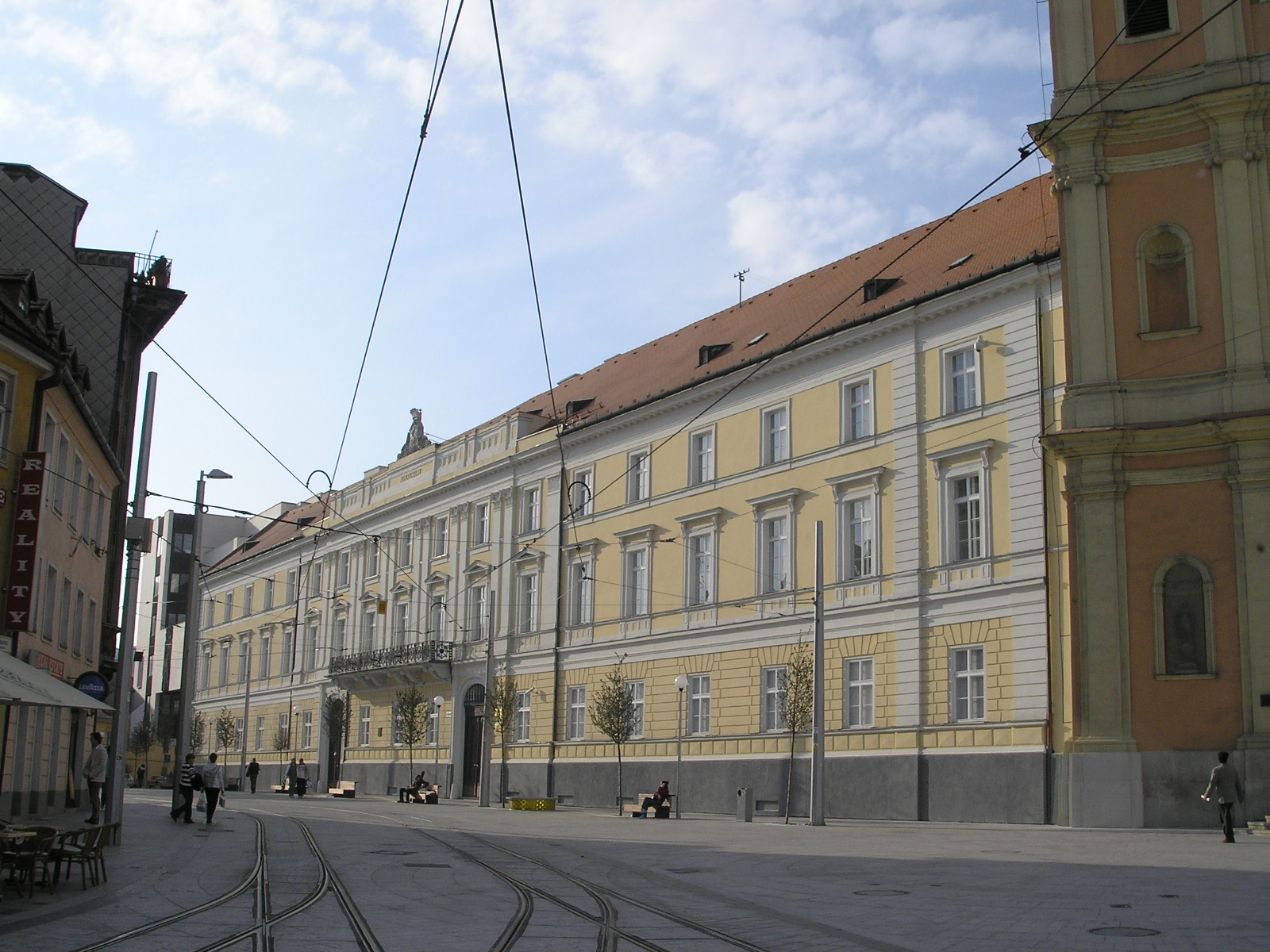
Бывший монастырь тринитариев

Собор святых Иоанна де Мата и Феликса Валуа или Церковь тринитариев ( словац. Katedrála svätých Jána z Mathy a Felixa z Valois, Kostol trinitárov) – католический храм, находящийся в Старом городе Братиславы, Словакия. Церковь святых Иоанна де Мата и Феликса де Валуа до 2009 года была кафедральным собором военного ординариата Словакии. Церковь святых Иоанна де Мата и Феликса де Валуа вместе с монастырём тринитариев составляет единый историко-архитектурный памятник. В бывшем монастыре тринитариев состоялись значимые события, важные для становления словацкой государственности.

## История
Церковь святых Иоанна де Мата и Феликса Валуа была построена в стиле барокко на месте храма святого Михаила, который был снесён в 1529 году. Строительство сегодняшнего храма началось в 1717 году приходом Пресвятой Троицы. Освящение церкви состоялось в 1727 году. Храм был назван в честь святых Иоанна де Мата и Феликса де Валуа – основателей монашеского ордена тринитариев, которым было поручено попечение нового храма. Считается, что фасад церкви был скопирован с церкви святого Петра в Вене. В это же время к храму был пристроен монастырь тринитариев.
В 1782 году монастырь был закрыт австрийским императором Иосифом II, который проводил определённую политику по отношению к Католической церкви, которая впоследствии получила название «иосифизм». В 1844 году бывший монастырь был перестроен для своих нужд администрацией Пресбургского графства. Большой зал этого здания использовался для концертов и различных собраний. Здесь давал свои концерты Ференц Лист и Иоганнес Брамс. С 1939 по 1993 года в этом здании находился Словацкий национальный совет. 14 марта 1939 года здесь Премьер-министр Словакии Иосиф Тисо провозгласил декларацию о независимости Словакии. 17 июля 1992 года здесь была принята Декларация независимости Словакии.
С 2003 по 2009 год церковь святых Иоанна де Мата и Феликса Валуа была кафедральным собором военного ординариата Словакии.

## Источник
- Lacika, Ján, Bratislava. Visiting Slovakia (1st ed. ed.). Bratislava, 2000, Slovakia, (in English), DAJAMA. ISBN 80-88975-16-6.
- W. Rusin, B. Zygmańska, Słowacja, Bielsko-Biała 2006, ISBN 83-7304-679-8.